# Samtse
Samtse, cerca de la frontera india y del pueblo de Chamurchi, es una ciudad y la capital del distrito de Samtse, al suroeste de Bután. La población con la que contaba en 2017 es de 5396 habitantes.

## Geografía

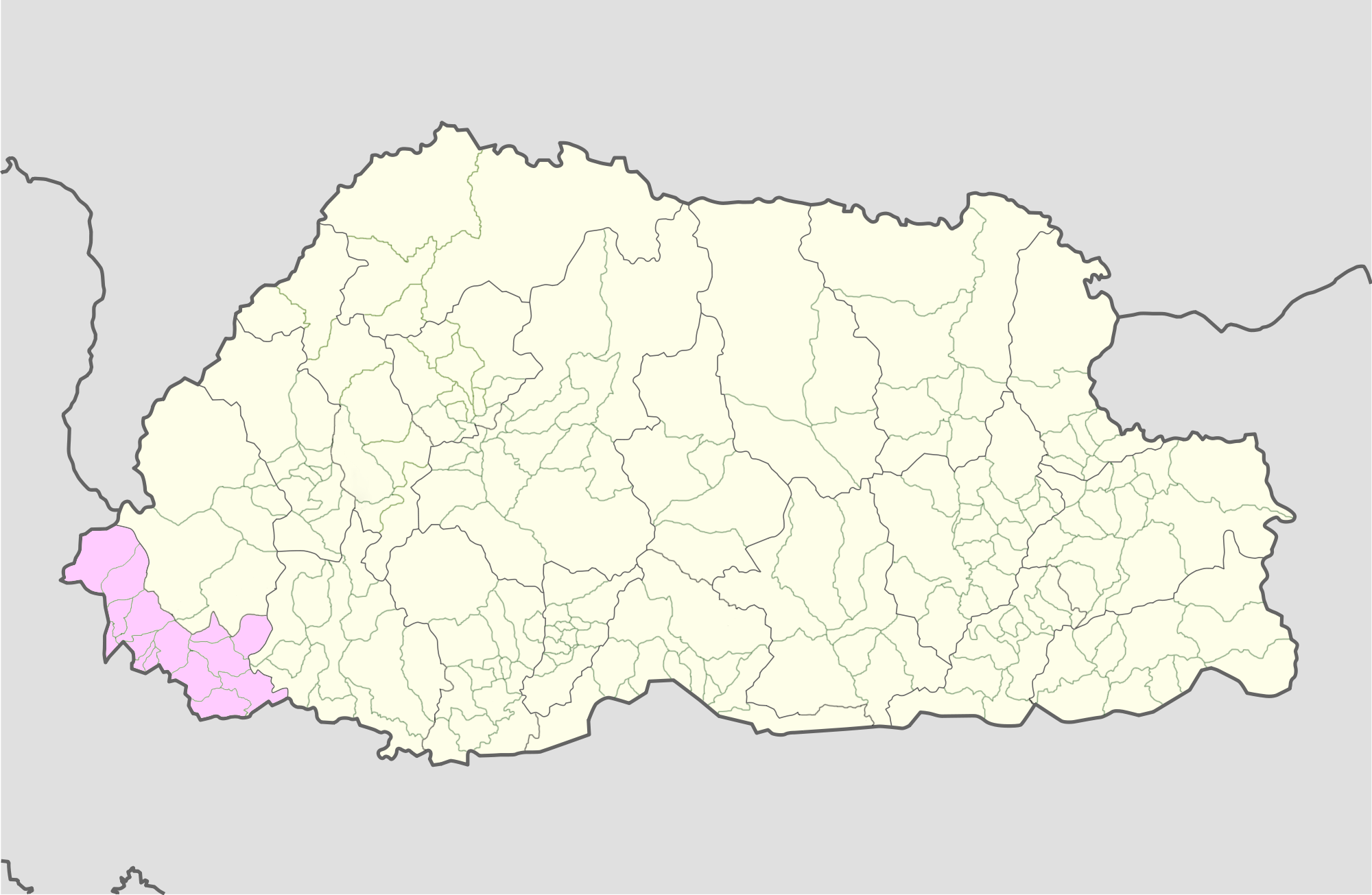
Ubicación del distrito de Samtse en Bután

El gewog de Samtse se encuentra en una zona de clima monzónico subtropical, a unos 417 metros sobre el nivel del mar, con una gran área de vegetación intacta. Experimenta un verano cálido y húmedo, un invierno frío y seco y una precipitación anual de 1500 mm a 4000 mm. La temperatura mensual oscila entre los 15 y los 30 °C en verano. La región cuenta principalmente con tipos de suelos arenosos y arcillosos.

## Economía y desarrollo
A partir de 2017, el desarrollo de la ciudad aumentó. Después de completar el Plan de Área Local-I, se pudieron ver nuevas estructuras en el centro de la población. Casi el 70% del trabajo de desarrollo estaba completo durante ese año en el centro de la ciudad. Sin embargo, la economía no prosperó tanto. La mayoría de los empresarios de la ciudad explicaron que la apertura de la carretera nacional Phuentsholing-Samtse ha llevado a personas del norte de Samste a viajar a Phuntsholing, cuando anteriormente, solían visitar la ciudad de Samtse para hacer compras semanales.